# 恒星の命名
恒星の命名（こうせいのめいめい、nomenclature of stars）は、その他の天体の命名と同様に、国際天文学連合によって行われる。今日用いられている恒星の名前の多くは、国際天文学連合の設立以前から存続するものである。主に変光星（新星や超新星を含む）等の名前は、随時付け加えられている。
肉眼で観測できる恒星の数は、約1万個である。近代以前の星表（天体カタログ）は、そのうち特に明るいものだけを収録している。紀元前2世紀のヒッパルコスは、約850個の恒星を一覧表にした。ヨハン・バイエルは1603年にこの数を約2倍にした。これらのうちごく少数が固有名を持ち、その他は全てカタログごとの符号が付けられている。肉眼で見える恒星が完備されたカタログが作られたのは、19世紀になってからだった。銀河系には合計2兆から4兆個の恒星が存在すると推定されているが、近代のカタログの収録数は非常に大部のものでも、数10億個である。

## 固有名
数百個の特に明るい恒星には、伝統的な名前が付けられている。そのほとんどはアラビア語に由来するが、ラテン語由来のものもある。
しかし、そのような名前には、いくつもの問題点がある。
- スペルが一意に定まっていない（アルマクは、AlmachかAlmaachかAlmakかAlamakか）
- 1つの恒星がいくつもの名前を持つことがある（ペルセウス座α星はアルゲニブかミルファクか、ほ座γ星は、スハイルかレゴールか）
- 昔の星表の不正確さのため、特定の名前が星座の中のどの恒星を指すのか明確ではないことがある（アルニャートはさそり座σ星かさそり座τ星か）
- 別の星座の恒星同士が同じ名前を持つことがある（アルゲニブはペルセウス座α星かペガスス座γ星か、ギェナーははくちょう座ε星かからす座γ星か）

実際的には、極めて明るい恒星（シリウス、アークトゥルス、ベガ等）やそれほど明るくないが「興味深い」恒星（アルゴル、ポラリス、ミラ等）以外には、伝統名を統一的に用いることはできない。裸眼で見えるその他の恒星には、バイエル符号がしばしば用いられる。
伝統的な名前に加え、いくつかの「興味深い」恒星には、近代の英語の名前が付けられていることもある。例えば、バーナード星は既知の最も大きい固有運動を持つため、裸眼では見えないほど暗いにもかかわらず、著名である。
ともに2等星のくじゃく座α星とりゅうこつ座ε星には、1937年に王立航海暦局 (Her Majesty's Nautical Almanac Office) がイギリス空軍のための暦 "The Air Almanac" を編纂した際に、それぞれピーコック及びアビオールと名付けられた。新しい暦に含まれた57個の恒星の中で、この2つだけには伝統的な名前が無かったが、イギリス空軍は、全ての恒星は名前を持つべきだと主張したため、彼らのために新しい名前が考えられた。
1899年にリチャード・ヒンクリー・アレンが出版した『星名とその意味』 (Star-Names and Their Meanings) では、以下のような内容が収録され、恒星の名前について大きな影響を持った。
- アッシリア、バビロニア、シュメールの恒星の名前の多くを収録している。
- 一般には用いられていないが、中国語の恒星の名前（ツィー等）
- アレンは、'h'と発音する"kh"をhの上にドットを付けて表しており、この本を引用した少なくとも1冊の専門書（パトリック・ムーアの著書）は、これを誤引用して'li'としている。

個人の名前に由来する恒星もあり、そのほとんどは、非公式の名前がいくつかの専門誌で公式に使われるようになったものである。その最初の例は、ギリシア神話の登場人物に由来するものを除くと、17世紀のイングランド王チャールズ1世に由来するコル・カロリである。その他のほとんどの例は、天文学者か宇宙飛行士に因んでいる。

### 承認された固有名
星の固有名は、長らく天文学界の慣習に基づいて使用されており、公認されたものではなかった。
ようやく2014年になって、国際天文学連合は太陽系外惑星系の星々に固有名を付与することになり、その際に20の惑星系の固有名を公募によって選ぶことになった（NameExoWorlds）。そして2015年12月15日に、公募から選定した19の惑星系の母恒星と系外惑星の固有名が承認された。
これを皮切りに、国際天文学連合のC部会 (Division C) 内の「恒星の命名に関するワーキング・グループ (Working Group on Star Names, WGSN)」は、2016年の6月から固有名の承認を始め、2017年2月10日現在240の恒星に対して固有名が承認されている。

### 恒星の命名権の売買
記念のために暗い恒星の命名権を販売する企業は多い。販売された恒星名は国際天文学連合の公式な命名とは無関係で、国際機関や登録機関に認証されるものでもない。結果として、1つの恒星に対して、独立した複数の企業から命名されたり、1つの企業の中でも複数の名前が与えられることもある。

## カタログ番号
恒星に符号を付ける良い方法がないことから、カタログ番号が一般的に用いられている。この目的のために、様々な種類のカタログが用いられている。

### 星座ごとのカタログ
最初の近代的な恒星の命名スキームは、星座ごとに行うものであった。
- バイエル符号は、ヨハン・バイエルが1603年に公表したシステムである。それぞれの星座に含まれる恒星に明るい順番にギリシア文字の符号を付けるもので、今日でも広く使われている。バイエルによる第1版は、1,564個の恒星を収録していた。
- フラムスティード番号も同様の方法であり、ギリシア文字の代わりに数字を用いる。著者のフラムスティードの同意を得ずに1712年に公表された第1版は、2,554個の恒星を収録していた。
- グールド番号でも星座ごとに恒星がまとめられるが、赤経に従って番号が付けられる。ベンジャミン・グールドが1879年に発表した。
- ヨハネス・ヘヴェリウスとヨハン・ボーデは、どちらも同様に星座内の恒星に番号を付けた。彼らのシステムは既に使われなくなったが、フラムスティード番号と誤解されて扱われることが時々ある。きょしちょう座47は有名な例である。

### 全天カタログ
全天天体カタログでは、恒星の符号付けを星座から切り離し、ある値の視等級（1801年）以上の全ての恒星を一覧することを目的とする。
- Histoire Celeste Francaiseは、9等級以上の4万7,390個の恒星を収録している。ジェローム・ラランドによる。
- 掃天星表（1859年）は、写真を用いずに作られた最も完成度の高い星表である。北半球の32万個の恒星を収録する。1892年にコルドバ掃天星表 (Cordoba Durchmusterung)、1896年にケープ写真掃天星表 (Cape Photographic Durchmusterung) として拡張された。
- ヘンリー・ドレイパー・カタログ（1924年）は、10等級以上の22万5,300個を収録する。1949年には、35万9,083個に拡充された。HD番号は、フラムスティード番号やバイエル符号のついていない恒星に対して、現在でも広く用いられている。
- 輝星星表（1930年）は、6等級以上の恒星を収録している。1983年には、7等級までの恒星を含む補遺が付けられた。
- Catalogue astrographiqueは、11等級以上の恒星の一覧を作ることを目的として1891年から1950年にかけて編纂が続けられ、460万個の恒星を収録する。現在でも、アメリカ海軍天文台の管理下で拡充が行われている。
- オンラインのガイド星星表（2008年）は、21等級以上の9億4500万個の恒星を収録している。

## 変光星
バイエル符号を持たない変光星には、変光星であることが認識できる特別な符号が与えられている。

## 太陽系外惑星捜索
太陽以外の恒星の周囲で太陽系外惑星が発見されると、その恒星には惑星を発見した望遠鏡やサーベイミッションの名前と、そのミッションで惑星が発見された何個目の恒星であるかを組み合わせた名前が付けられることが多い。例えば、HTA-P-9、WASP-1、COROT-1、ケプラー4等である。